# Tolus appalachius
Tolus appalachius is een hooiwagen uit de familie Phalangodidae.